# Neocallicrania serrata
Neocallicrania serrata är en insektsart som först beskrevs av Bolívar, I. 1885.  Neocallicrania serrata ingår i släktet Neocallicrania och familjen vårtbitare. Inga underarter finns listade i Catalogue of Life.